# Рене Монсе
Рене Монсе (нім. René Monse; 28 вересня 1968, Потсдам — † 7 червня 2017, Магдебург) — німецький професійний боксер, призер чемпіонатів світу та Європи.

## Аматорська кар'єра
Рене Монсе народився в НДР і кілька разів був чемпіоном НДР серед молоді, а 1989 року став чемпіоном НДР на дорослому чемпіонаті.
1990 року на Кубку світу зайняв третє місце у важкій вазі, програвши в півфіналі Феліксу Савон (Куба).
1993 та 1994 року став чемпіоном Німеччини.
1994 року став першим на чемпіонаті світу серед військовослужбовців, подолавши в фіналі Володимира Кличка (Україна).
1994 року на Кубку світу зайняв друге місце, програвши в фіналі Феліксу Савон — RSC 4.
1995 року Монсе перейшов до надважкої категорії. На чемпіонаті світу 1995 після перемог над Паоло Відоц (Італія) — 15-7 та Віктором Штормом (Киргизія) — 15-1 програв в півфіналі Віталію Кличко (Україна) — 5-6 і отримав бронзову медаль.
На чемпіонаті світу серед військовослужбовців 1995 був третім, програв в півфіналі Олексію Лєзіну (Росія).
На чемпіонаті Європи 1996 здобув три перемоги, але перемогу над Паоло Відоц в чвертьфіналі Монсе отримав після дискваліфікації італійця, який завдав удару після гонгу, тож за порадою лікаря команди він не вийшов на півфінальний бій, задовольнившись бронзовою нагородою.
На Олімпіаді 1996 переміг Ахмеда Ель-Саїда (Єгипет) — 12-9 і програв в чвертьфіналі Олексію Лєзіну — 5-9.

## Професіональна кар'єра
Протягом 1997—2004 років Монсе провів 16 боїв на професійному рингу, здобувши в них 14 перемог. Але 5 січня 2002 року він програв в титульному бою за звання чемпіона Європи за версією EBU в важкій вазі Луану Краснікі за очками, а 31 липня 2004 року в другому бою з чемпіоном Європи Луаном Краснікі зазнав поразки технічним нокаутом і завершив виступи.